# Hohlvene

Darstellung des menschlichen Herzens und der Hohlvenen

Eine Hohlvene ist bei Tieren mit Blutkreislauf eine Vene, die Blut unmittelbar an das Herz weiterleitet.
Beim Menschen gibt es zwei große Venen, die das venöse Blut aus dem Körper zurück zum rechten Herzvorhof transportieren: 
Es gibt die
- obere Hohlvene (Vena cava superior, bei Säugetieren als vordere Hohlvene, Vena cava cranialis, bezeichnet), die das Blut der meisten Strukturen oberhalb des Zwerchfells ableitet (davon ausgenommen der Lungenkreislauf und das Herz) sowie die
- untere Hohlvene (Vena cava inferior, bei Säugetieren als hintere Hohlvene, Vena cava caudalis, bezeichnet), die das Blut der unterhalb vom Zwerchfell gelegenen Körperabschnitte ableitet.

Die Hohlvenen haben beim Menschen einen wechselnden Querschnitt je nach Körperlage, intravasalem Flüssigkeitsvolumen, Atmung, Herzaktion und -funktion von ungefähr 2–3 cm Breite in Höhe der Leber. Der venöse Blutdruck innerhalb der Hohlvenen liegt bei circa 0–15 mmHg (0–20 mbar, siehe Zentraler Venendruck). Eine Erweiterung über 2,5 cm in der Ultraschalldiagnostik ohne Atemvariabilität ist ein indirekter Hinweis auf einen erhöhten zentralen Venendruck.
Während der Embryonalentwicklung entsteht die Vena cava inferior aus der Verschmelzung der paarig (rechts und links der Wirbelsäule) angelegten Subkardinalvenen. Dementsprechend sind Normvarianten möglich. Die häufigste ist die linksseitig gelegene Vena cava inferior, in die oft in die Vena hemiazygos mündet. Agenesien oder partielle Agenesien der Vena cava inferior sind selten und gehen mit erhöhter Neigung zu Beinvenenthrombosen einher.
Die Hohlvenen lassen sich mit Kathetern gut sondieren. Sie lassen sich ferner mit verschiedenen bildgebenden Verfahren wie Ultraschall, Phlebographie oder Computertomographie gut darstellen und beurteilen.
Die Hohlvenen können thrombotisch oder tumorös verschlossen sein oder auch von außen (etwa durch Tumor oder Schwangerschaft) komprimiert werden.